# Zymbertowa
Zymbertowa – nieistniejąca wieś, obecnie górna część wsi Niebieszczany, położona 7 km na południe od Sanoka.
Dawne nazwy Vola 1449 (libertatem habentibus), 1450 Zimbertowa, 1451 Simbirthowa, 1452 Sibenwirthowa, Zibenwirthowa, 1489 Zymberthowa et Vola Zymbyerthowszka. Wieś lokowana na prawie niemieckim w dobrach niebieszczańskich Fryderyka Myssnara z Miśni(Jaćmirscy). Po śmierci Fryderyka jako wieś zastawna jego syna Jana dzierżawiona kolejno przez Mszczuja z Wyszogrodu (1451), Wilhelma z Grabownicy (1461). W roku 1462 wieś odsprzedana Leonardowi z Pobiedna, który używał nazwiska Niebieszczański. W XVII wieku własność Drohojowskich. Wieś należała do parafii Niebieszczany.